# Iriepathie
Iriepathie ist eine österreichische Reggaegruppe. Sie besteht aus den beiden Brüdern „Professa“ und „Syrix“.
Professa ist Frontsänger und Label-Manager; Syrix Backing-Vocalist und Produzent. Die beiden Brüder leiten auch ein eigenes Plattenlabel namens Irievibrations Records, dessen Studio sich in Wien befindet – zudem werden Lieder in Jamaika mit weltweit namhaften Interpreten aus der Reggaeszene aufgenommen. Zum Label zählen des Weiteren, „Tomic“ (Management) und „Matty-Dread“ (Soundsystem).

## Bandgeschichte
Die Gruppe wurde im Jahr 2000 in Lienz gegründet. 2001 wurde die Debüt-Single „Ganjaman“ veröffentlicht; 2003 folgte die erste EP Mehr Fragen als Antworten. Im selben Jahr stieg mit der Single Analoge Rasta, die in die Top 100 der FM4 Charts gelangte, dann auch der Bekanntheitsgrad in der Öffentlichkeit. 2004 spielten sie bei einem bekannten Reggae-Festival, dem Reggae Sumfest in Montego Bay, Jamaika. Das erste offizielle Album Reggaestration folgte 2005. 2006 gewannen sie den größten österreichischen Musikpreis Amadeus in der Kategorie FM4 Alternative.

## Sound
Ihr Sound geht sehr in Richtung Roots-Reggae. Einige Lieder sind allerdings eindeutig dem Dancehall zuzuordnen.

## Diskografie
- Ganjaman (2001) – EP
- Mehr Fragen als Antworten (Februar 2003) – Album
- Analoge Rasta (2003) – EP
- Reggaestration (Juli 2005) – Album
- Niemals aufgeben (Oktober 2006) – EP
- 45 (Forty-Five) (Juni 2007) – Album
- Integriert & angepasst (November 2008) – Single
- Sonnenjunkie (Juni 2009) – Single
- Runde 3 (April 2010) – Album
- Mashed up (Juli 2011) – Free-Download-Album
- Cyber Girl (Juli 2011) – Single
- Zehntausend Headz (September 2012) – Single
- Action Hero (Mai 2013) – Single
- Laut Sein (September 2013) – Single
- Aufwiederhören (Oktober 2013) – Album
- Ich (Oktober 2013) – Single
- Raggae hier (Dezember 2017) – Single
- Kush (August 2018) – Single
- Rotes Auto (September 2018) – Single
- Aroma (Oktober 2018) – EP